# يوسوكي هاياشي
يوسوكي هاياشي (باليابانية: 林 勇介) (23 يناير 1990 في موريوكا في اليابان – )؛ هو لاعب كرة قدم ياباني سابق كان يلعب كلاعب وسط.

## وصلات خارجية
- يوسوكي هاياشي على موقع رابطة كرة القدم اليابانية للمحترفين (اليابانية)
- يوسوكي هاياشي على موقع قاعدة بيانات كرة القدم.إي يو (الإنجليزية)
- يوسوكي هاياشي على موقع Soccerway.com (الإنجليزية)
- يوسوكي هاياشي على موقع عالم كرة القدم.نت (الإنجليزية)